# Forêt de Sedan
 (mars 2025).
Les informations dans cet article sont mal organisées, redondantes, ou il existe des sections bien trop longues. Structurez-le ou soumettez des propositions en page de discussion.
Avec le temps, il arrive que le contenu présent dans un article devienne désordonné. Il est souvent nécessaire de réorganiser l'article de fond en comble.
- Il faut tout d’abord répartir le contenu de l'article en plusieurs sections. Les informations doivent ensuite être exposées clairement et le plus synthétiquement possible, regroupées par sujet afin d'éviter les doublons. Quelqu'un cherchant une information précise doit pouvoir la trouver rapidement en lisant la section appropriée.
- À l'intérieur de chaque section, le texte, souvent initialement sous la forme de phrases éparses, doit être regroupé dans des paragraphes de quelques lignes, en assurant un enchaînement logique et une cohérence entre les phrases.
- Lorsque l'article ou l'une de ses sections développe trop longuement un point qui n'est pas dans le cœur du sujet traité, il convient de faire une synthèse et de transférer l'ancien contenu dans des articles plus appropriés (en cas de transfert, il faut impérativement respecter la procédure Aide:Scission).

Si vous pensez que ces points ont été résolus, vous pouvez retirer ce bandeau et améliorer le plan d'un autre article.
La forêt domaniale de Sedan est une forêt domaniale française située dans le département des Ardennes en région Grand Est.

## Géographie

### Topographie
S’élevant entre 225 et 428 mètres d’altitude au sein du Massif ardennais, la forêt couvre majoritairement des terrains au-dessus de 350 m. Elle repose sur un relief hercynien aux pentes douces, facilitant la mécanisation.

### Climat
La forêt domaniale de Sedan se situe dans une zone de transition climatique. Au sud, le climat est à tendance continentale avec des températures relativement élevées (9,5 °C) et une pluviométrie de 850 mm. Au nord, il devient plus froid et humide, proche d’un climat submontagnard. Les hivers sont rigoureux, les printemps tardifs et les étés chauds, avec des transitions brusques entre les saisons.

### Hydrographie
Son hydrographie est dominée par un réseau de 65 km de petits ruisseaux, principalement orientés vers le sud en direction de la Meuse. La forêt comprend aussi des « fagnes », zones humides où l’eau stagnante favorise une végétation spécifique. L’eau y est claire, acide, avec un pH variant de 3,4 à 5.

### Flore
Le trientale d'Europe (Trientalis europaea), le Droséra à feuilles rondes (Drosera rotundifolia) et la Droséra intermédiaire (Drosera intermedia), toutes trois protégées au niveau national, ainsi que le genêt d'Angleterre (Genista anglica) et la linaigrette vaginée (Eriophorum vaginatum) sont présents.

### Composition forestière
La composition forestière est variée : 33 % d’épicéas, 25 % de hêtres, 24 % de chênes sessiles et pédonculés, ainsi que d’autres feuillus et résineux en proportions moindres.

## Histoire
La forêt domaniale de Sedan, occupée dès 300 av. J.-C. par les Rèmes, est intégrée à l’Austrasie après la mort de Clovis. Au Xe siècle, elle appartient aux ducs de la maison d’Ardenne, puis est vendue en 1096 à l’évêque de Liège. Les La Marck s’en emparent en 1142 et en obtiennent officiellement la possession en 1573,.
En 1642, la principauté de Sedan est cédée à la France après un complot contre Richelieu. La forêt devient royale en 1651, puis domaniale après la Révolution. Des conflits opposent l’État et les communes, aboutissant en 1862 à un partage qui morcelle le massif. La forêt subit ensuite les guerres de 1870, 1914 et 1939,.

## Activités
La forêt domaniale de Sedan est classée en deux ZNIEFF, l'une englobant tout le massif dans un vaste écosystème forestier et l'autre protégeant des habitats humides et rocheux à l'est.
La forêt de Sedan dispose d’un vaste réseau de sentiers (100 km pour la randonnée, 86 km pour l’équitation, 69 km pour le VTT), ainsi que d’aires de pique-nique.
Elle abrite également la seule station de ski de fond des Ardennes françaises, offrant 35 km de pistes balisées, dont 15 km de pistes noires,.